# Daniel Lenmark
Daniel Lenmark, född 1772, troligen i Viksjö socken, död 11 april 1840 i Härnösand, var en svensk skarprättare. Han tjänstgjorde i Västernorrlands län från cirka 1827 till sin död och efterträddes av Magnus Jarl.
Lenmark föddes som son till kolaren Per Persson Lenmark. Lenmark växte upp i Härnösand där han huvudsakligen försörjde sig som åkare.
Inför en avrättning i Luleå år 1828 låg Västerbottens läns skarprättare Olof Olsson Häll hemma med brutet ben varpå Lenmark reste upp för att utföra avrättningen, som blev den sista i Luleå.